# Samorząd Miasta Krakowa

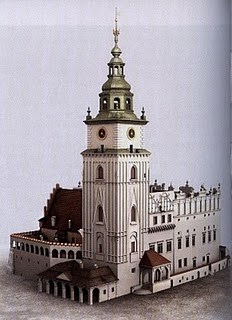
Ratusz Miasta Krakowa (makieta)

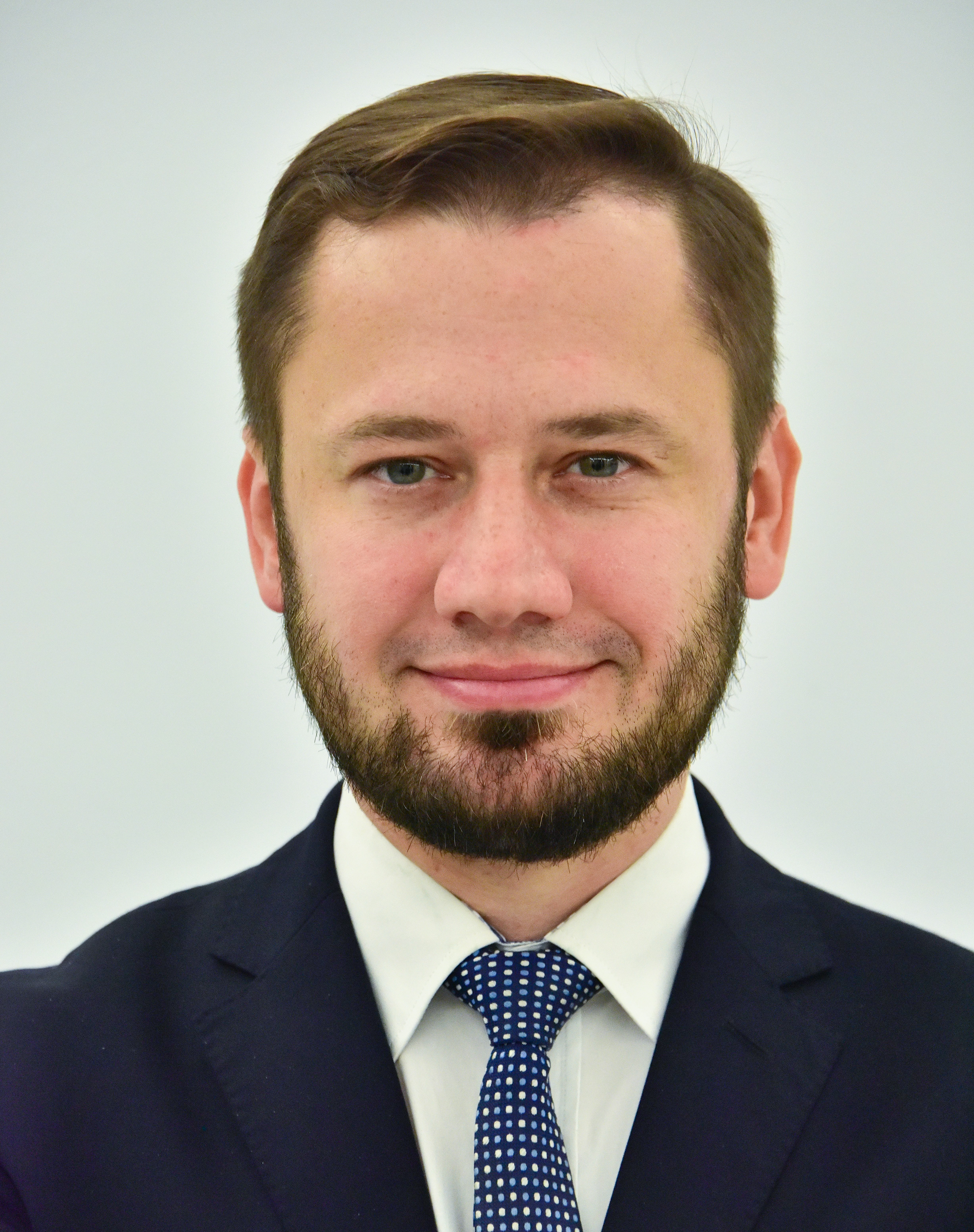
Aleksander Miszalski, Prezydent Krakowa (2019)

Samorząd Miasta Krakowa – organy władzy terytorialnej w Krakowie, niezależne lub zależne w małym stopniu od władzy centralnej.

Instytucje te mają długą historię, rozpoczynającą się od lokacji w 1257 roku. Przerywały ją najpierw rozbiory, włączenie Krakowa do Austrii, a ostatnio zaprowadzenie władzy komunistycznej po II wojnie światowej i centralizacja władzy. Niezależna władza lokalna odrodziła się dopiero w latach dziewięćdziesiątych XX wieku.

## Organy samorządu Miasta Krakowa

### Rada Miasta Krakowa
Samorządowy organ władzy uchwałodawczej w Krakowie, sprawujący także funkcje kontrolne, złożony z radnych pochodzących z wyboru, działający na podstawie przepisów o samorządzie gminnym oraz o samorządzie powiatowym.
Do 2018 przewodniczącym RMK był Bogusław Kośmider

### Prezydent Miasta Krakowa
Jednoosobowy organ władzy wykonawczej, wybierany w wyborach bezpośrednich. Pełni ponadto funkcje zarządu powiatu i wykonuje zadania starosty.
Od 7 maja 2024 roku, Prezydentem Krakowa jest Aleksander Miszalski, który 21 kwietnia 2024 roku wygrał II turę wyborów prezydenckich. Jego kadencja potrwa do 2029 roku.

### Urząd Miasta Krakowa
Biuro organów wykonawczych miasta Krakowa. UMK wykonuje zadania powierzone przez Prezydenta Miasta Krakowa oraz realizuje uchwały Rady Miasta Krakowa. Posiada kilka oddziałów w różnych miejscach miasta.

### Miejskie jednostki organizacyjne
- Edukacja: Placówki oświatowe, Zespół Ekonomiki Oświaty
- Instytucje kultury
- Komunalne:
  - Zarząd Budynków Komunalnych
  - Zarząd Cmentarzy Komunalnych
  - Zarząd Infrastruktury Komunalnej i Transportu
  - Zarząd Infrastruktury Sportowej
- Opieka społeczna i zdrowie: Miejski Ośrodek Pomocy Społecznej, Szpital im. Gabriela Narutowicza, Szpital im. Stefana Żeromskiego, Zakład Opiekuńczo-Leczniczy w Krakowie, Żłobki
- Porządek publiczny i bezpieczeństwo: Miejskie Centrum Profilaktyki Uzależnień w Krakowie, Straż Miejska Miasta Krakowa
- Pozostałe jednostki: Grodzki Urząd Pracy

Podział Krakowa na dzielnice

### Rady dzielnic
Od 27 marca 1991 Kraków podzielony jest na 18 dzielnic oznaczonych cyframi rzymskimi i nazwami. Podział ten wprowadziła uchwała Nr XXI/143/91 Rady Miasta Krakowa z dnia 27 marca 1991 r.; obecne granice zostały ustalone uchwałą Nr XVI/192/95 z dnia 19 kwietnia 1995 r.. Dzielnice działają na podstawie statutów. Organami uchwałodawczymi są Rady dzielnic.